# سامان (فیلم)
سامان فیلمی به کارگردانی احمد نیک‌آذر و نویسندگی معصومه ذبیری، احمد نیک‌آذر ساختهٔ سال ۱۳۶۴ است.

## خلاصه داستان
احمد صفاجو، كارمند حسابداري يك كارخانه و همسرش متوجه ضعف بينايي پسرشان سامان مي شوند. پزشك متخصص بيماري سامان را نتيجه يك غده مغزي مي داند كه بايد در خارج از كشور جراحي شود...

## بازیگران
- اکبر زنجانپور
- پوراندخت مهیمن
- احمد عباسقلی
- میرصلاح حسینی
- جواد اسلامی
- پریدخت اقبالپور
- بهرام علیان
- محسن مکاری
- محمد شیرازی
- محمد شیری
- شاپور بخشایی
- اعظم قشقایی
- حسین فیاض
- صمد اسلامی
- رحمان مقدم
- کریم نشاط
- سیروس اعوانی